# ドリュー・ドルリー

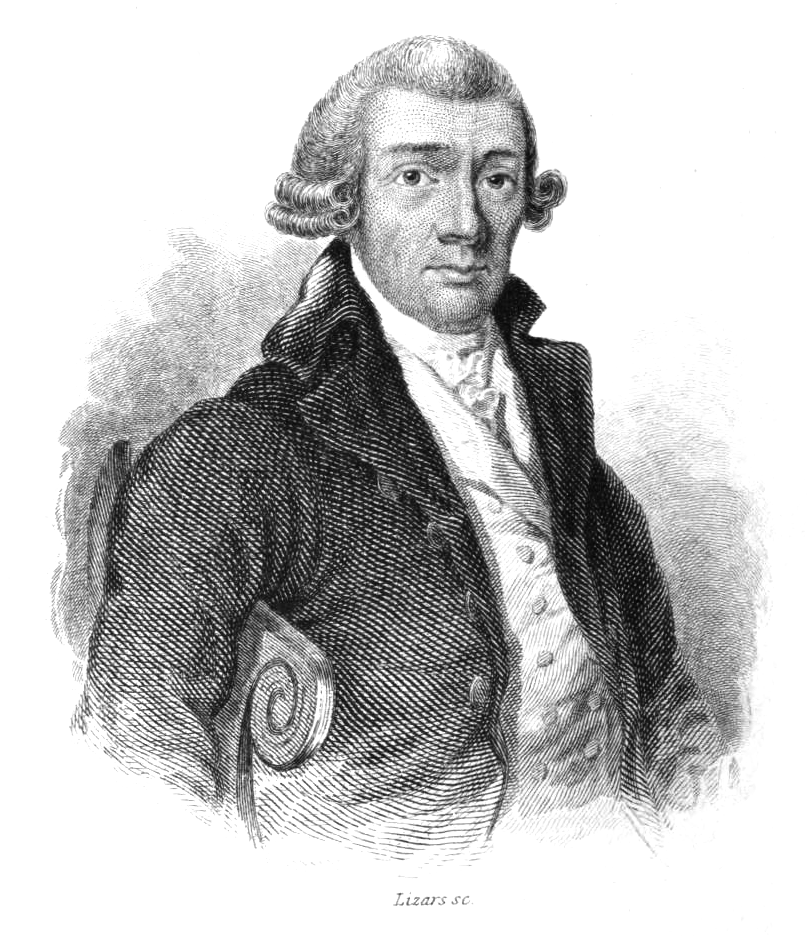
ドリュー・ドルリー

ドリュー・ドルリー（Dru Drury、1725年2月4日 - 1804年1月15日）はイギリスの昆虫学者である。

## 略歴
ロンドンのウッド・ストリートで生まれた。父親は銀細工商で1748年から父親の仕事を継ぐが、1789年に仕事を引退した。昆虫学に興味を持ち、多くの植物標本を集め、図鑑、"Illustrations of natural history"や"Illustrations of Exotic Entomology"を出版した。1770年から1787年に出版された図鑑、"Illustrations of natural history"は3巻で240枚の珍しい昆虫の図が載せられていた。後に改訂され"Illustrations of Exotic Entomology"として再刊された。図版はハリス（Moses Harris）が描いた。昆虫の標本については他の収集家のコレクションを購入するなどして、1万種以上のコレクションを作り上げた。この標本を調査するためにデンマークの昆虫学者、ヨハン・ファブリチウスがロンドンを訪れた。ドルリーの没後、この標本は友人の昆虫学者、カービー（William Kirby）やドノヴァン（Edward Donovan）らに売却された。
1780年から1782年の間、ロンドン昆虫学会の会長を務めた。
キバガ科の一種ヘルマンアカザキバガ Chrysoesthia drurella (Fabricius, 1775) の種小名などに献名されている。

## 著書の図版

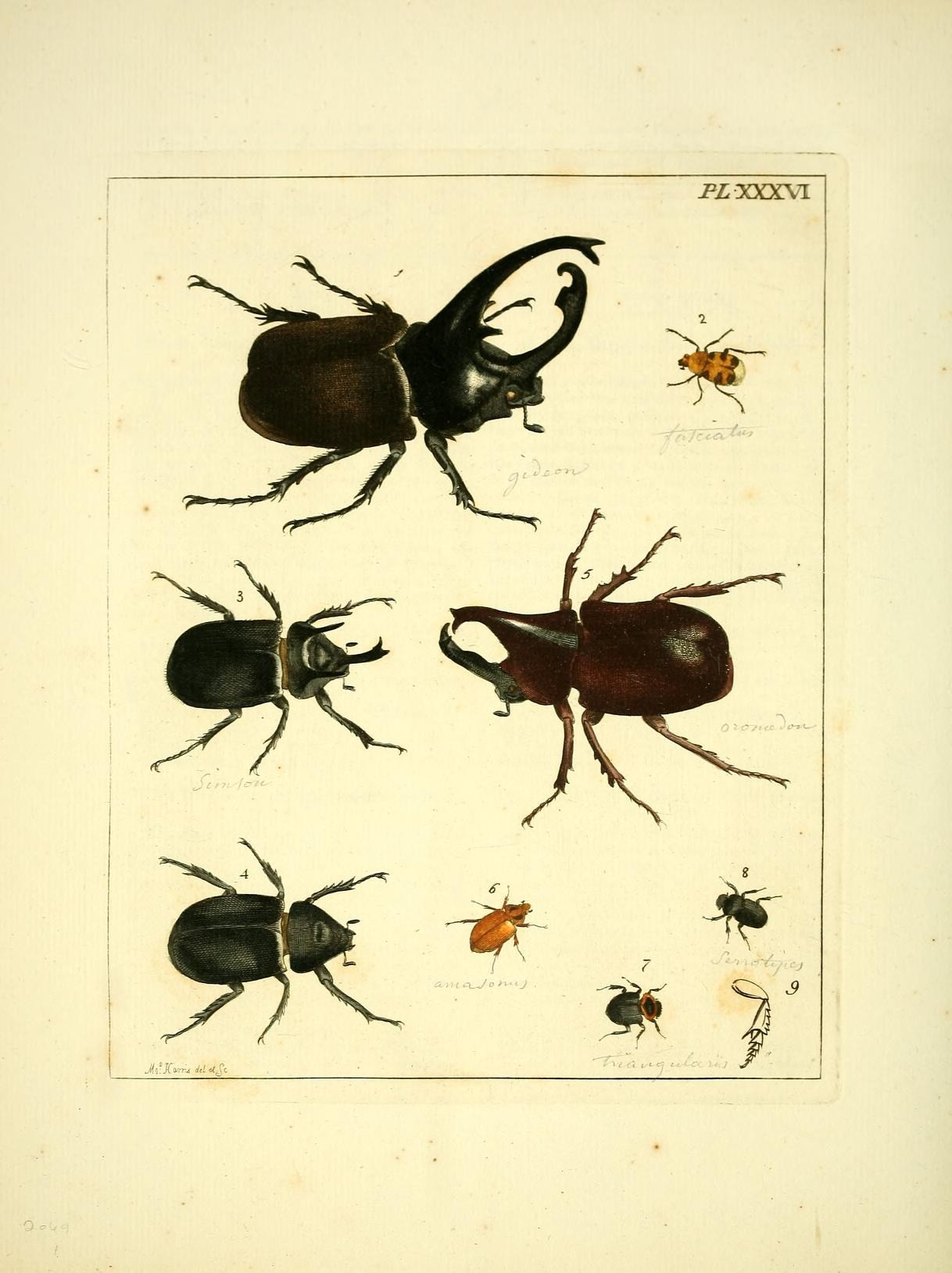
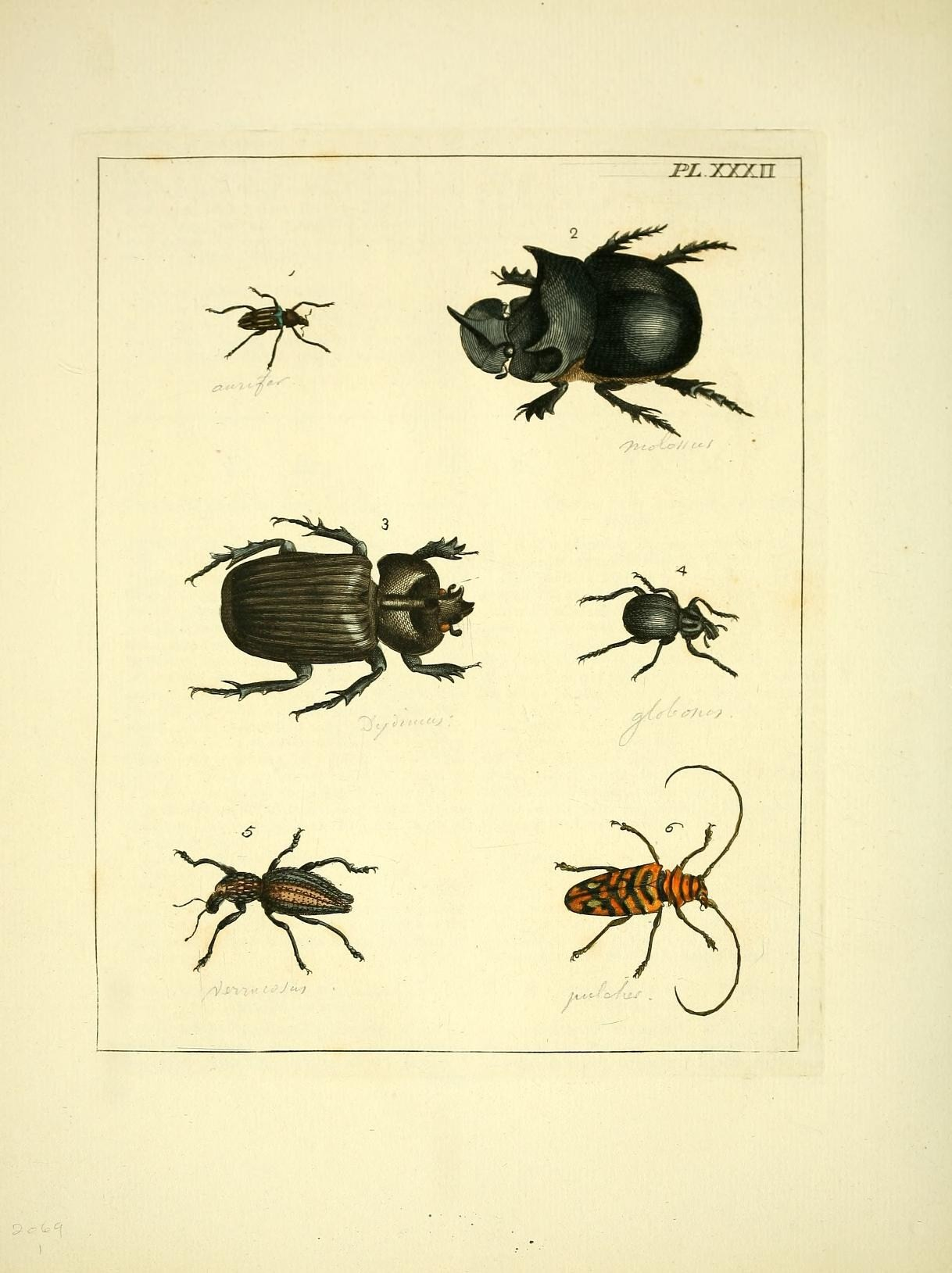
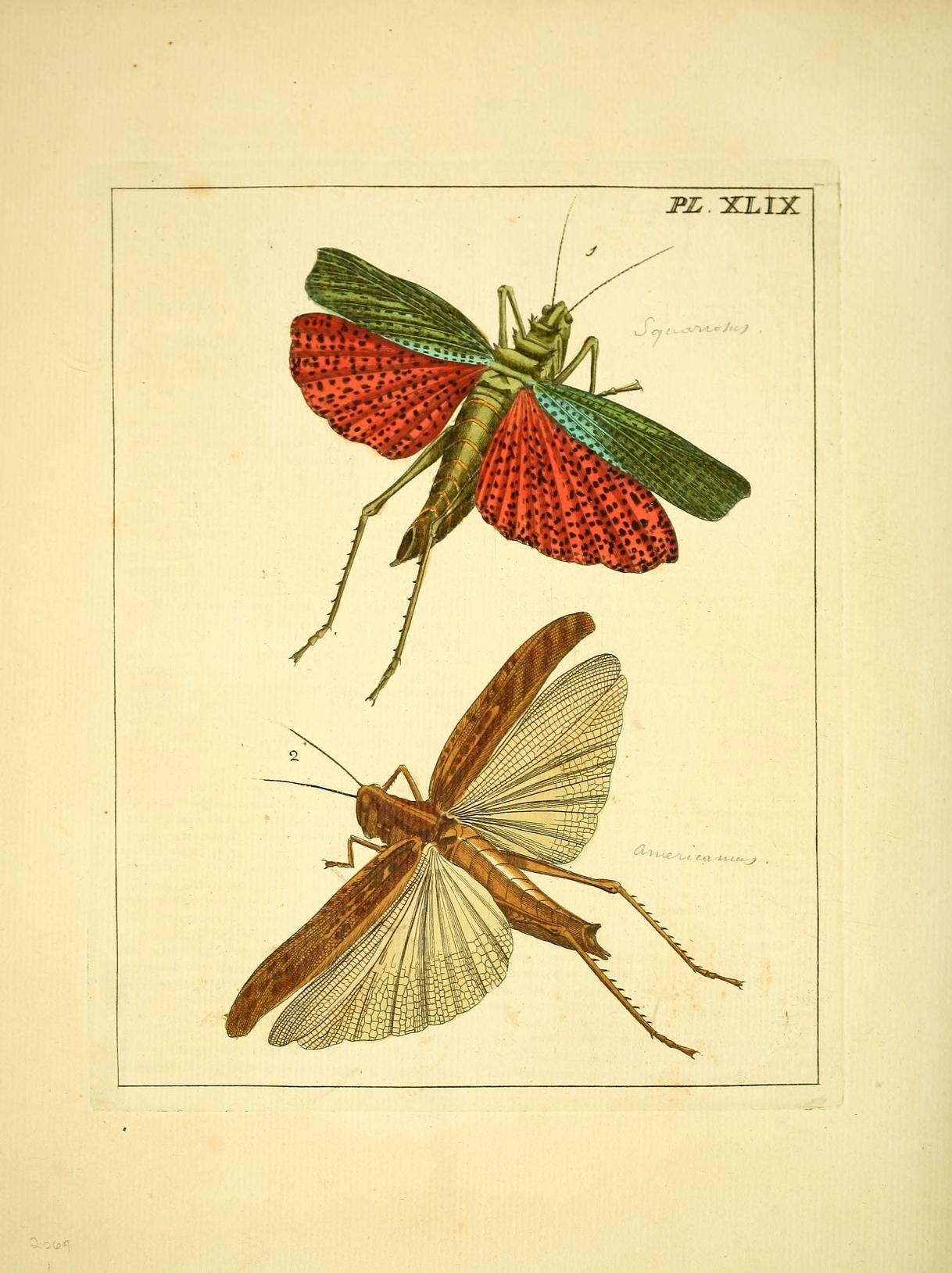
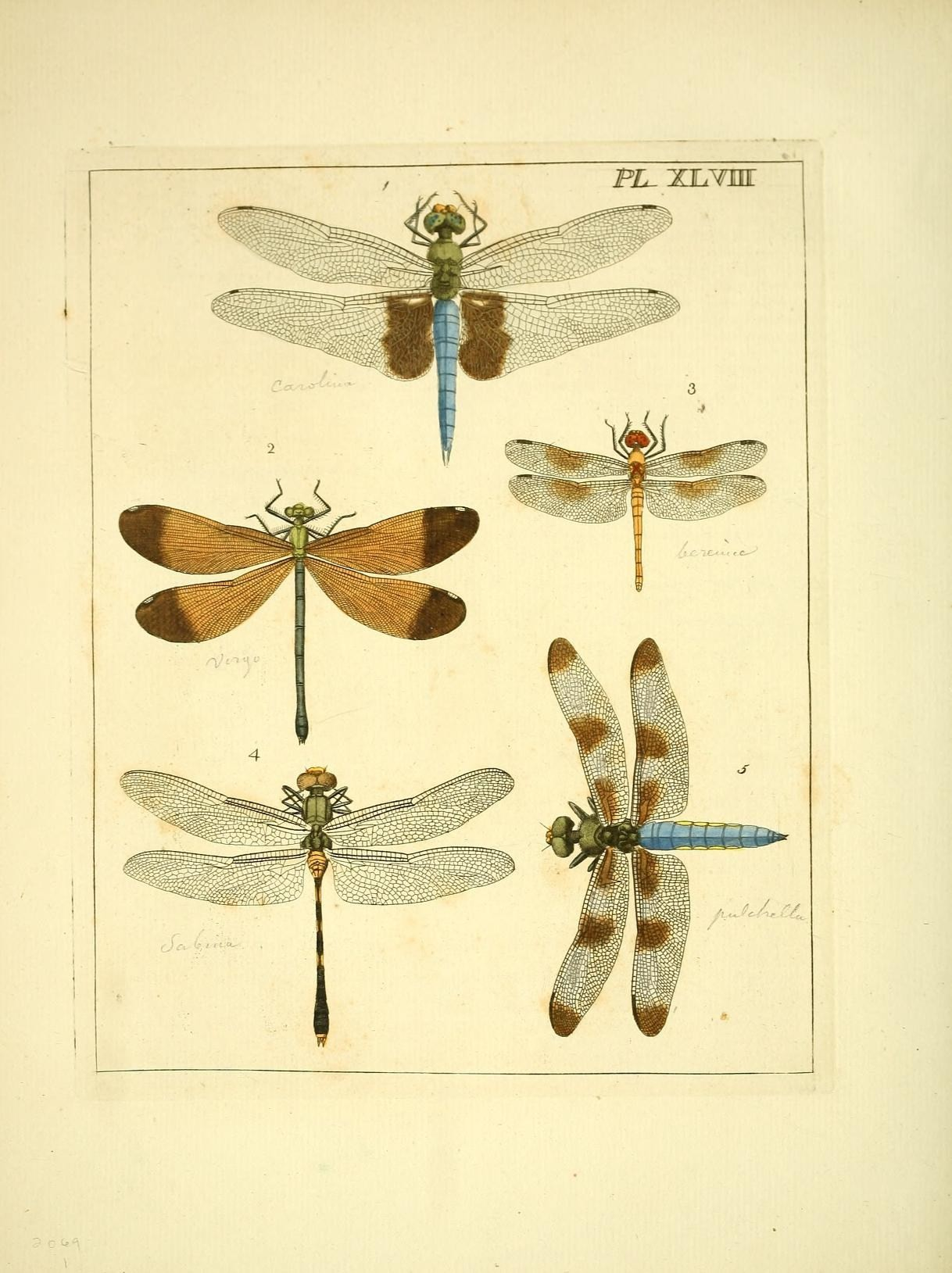
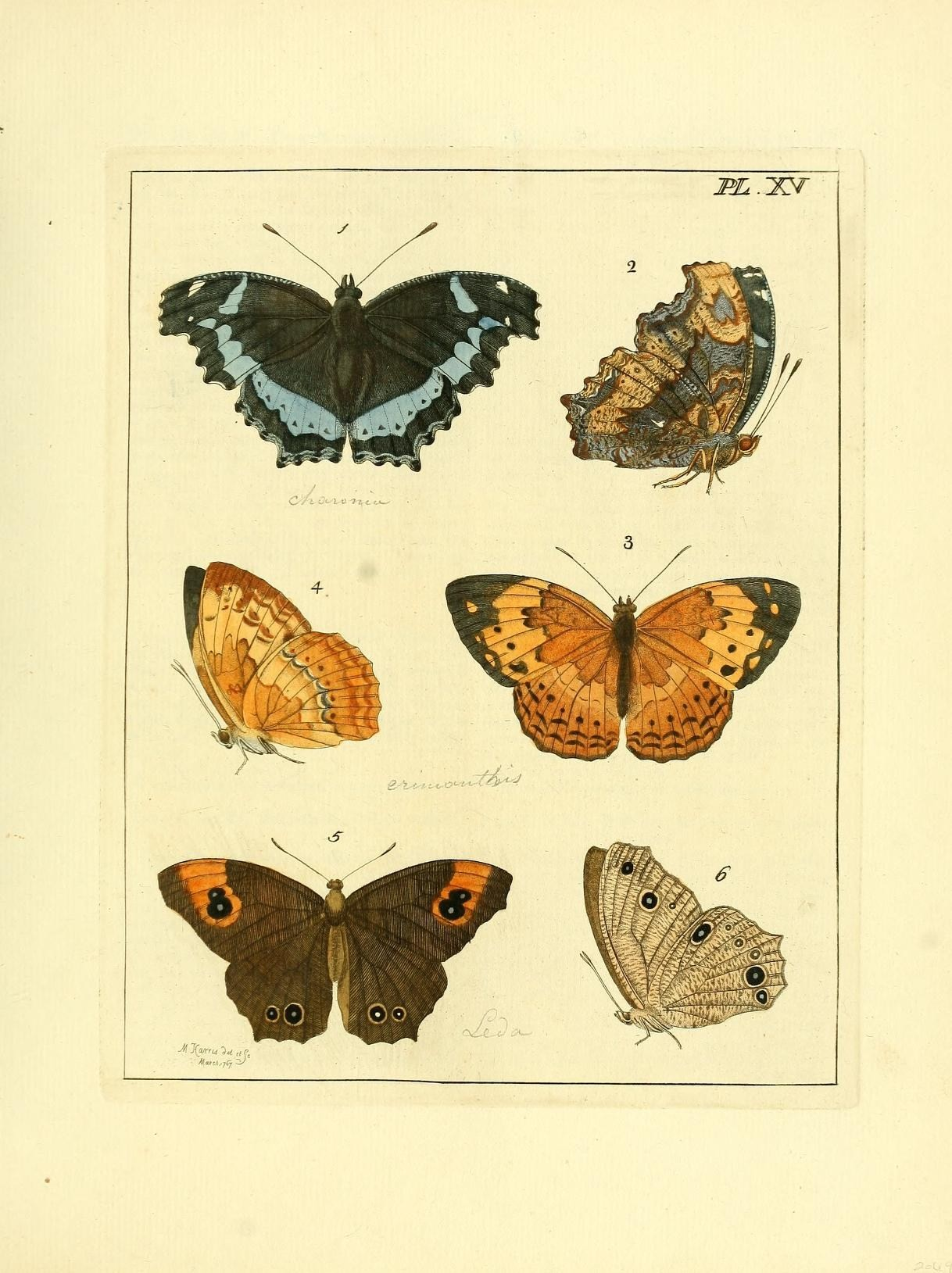